# Національна збірна команда
Національна збірна команда (відома також як національна збірна, національна команда  або просто збірна) — один з видів команди, що представляє країну у спорті.
Цей термін найчастіше пов'язується з командними видами спорту, проте він може бути застосоване до груп індивідуальних гравців, які представляють країну, при цьому відбувається звичайні індивідуальні ігри, але особисті результати об'єднуються, щоб отримати командний результат.
Національні команди часто змагаються на різних рівнях і вікових групах. Існує ряд різних критеріїв відбору до національних команд. Національні команди не завжди складаються з найкращих наявних індивідуальних гравців.
Національні команди, як і інші спортивні команди, часто групуються за статтю, віком та іншими критеріями. Найпрестижнішою національною збірною часто є чоловіча доросла команда, однак вона може і не бути найпопулярнішою і найуспішнішою.